# D14 (Val-d'Oise)
De D14 is een departementale weg in het Franse departement Val-d'Oise ten noordwesten van Parijs. De weg loopt van de grens met Seine-Saint-Denis via Sannois, Pontoise en Magny-en-Vexin naar de grens met Eure. In Seine-Saint-Denis loopt de weg als RNIL 14 verder naar Saint-Denis en Parijs. In Eure loopt de weg verder als D6014 naar Rouen.

## Geschiedenis
Oorspronkelijk was de D14 onderdeel van de N14. In 2006 werd de weg overgedragen aan het departement Val-d'Oise, omdat de weg geen belang meer had voor het doorgaande verkeer. De weg is toen omgenummerd tot D14. Ook is toen het deel van de N2014 tussen Pontoise en Puiseux-Pontoise bij de D14 gevoegd.